# Kovács Anita (labdarúgó)
Kovács Anita (? –) válogatott labdarúgó, középpályás.

## Pályafutása

### A válogatottban
2003-ban két alkalommal szerepelt a válogatottban. 

## Statisztika

### Mérkőzései a válogatottban
| Magyarország | Magyarország     | Magyarország | Magyarország | Magyarország | Magyarország  | Magyarország | Magyarország | Magyarország |
| #            | Dátum            | Helyszín     | Hazai        | Eredmény     | Vendég        | Kiírás       | Gólok        | Esemény      |
| ------------ | ---------------- | ------------ | ------------ | ------------ | ------------- | ------------ | ------------ | ------------ |
| 1.           | 2003. május 11.  | Kecskemét    | Magyarország | 0 – 4        | Franciaország | Eb-selejtező | -            | 72'          |
| 2.           | 2003. június 14. | Reykjavík    | Izland       | 4 – 1        | Magyarország  | Eb-selejtező | -            | 86'          |
|              | Összesen         |              |              | 2            | mérkőzés      |              | 0            | gól          |